# Tim Kang
Yila Timothy Kang, detto Tim (San Francisco, 16 marzo 1973), è un attore statunitense.

## Biografia
Tim Kang ha iniziato la sua carriera figurando in diversi spot pubblicitari per Home Depot, Dairy Queen, Cingular e benzina Shell. Si è laureato presso la UCLA (Università della California) a Berkeley in Scienze Politiche.

## Carriera
È noto al pubblico italiano per il ruolo dell'agente Kimball Cho nella serie drammatica poliziesca statunitense The Mentalist. Prima di questo ruolo è apparso in molte serie come Monk, Ghost Whisperer e I Soprano. Attivo anche nel campo cinematografico, nel 2008 recita in  John Rambo nel ruolo di En-Joo.

## Filmografia

### Cinema
- Two Weeks Notice - Due settimane per innamorarsi (Two Weeks Notice), regia di Marc Lawrence (2002)
- Robot Stories, regia di Greg Pak (2003)
- Justice, regia di Evan Oppenheimer (2004)
- The Forgotten, regia di Joseph Ruben (2004)
- Spectropia, regia di Toni Dove (2006)
- What Remains, regia di Eric Lin (2006)
- John Rambo, regia di Sylvester Stallone (2008)
- Mr. Sadman, regia di Patrick Epino (2008)
- Traces, regia di Matthew Currie Holmes (2017)
- Nelle pieghe del tempo, regia di Ava DuVernay (2018)

### Televisione
- I Soprano (The Sopranos) - serie TV, episodio 4x09 (2002)
- Squadra emergenza (Third Watch) - serie TV, 5 episodi (2004)
- Law & Order - Il verdetto (Law & Order: Trial by Jury) - serie TV, episodio 1x05 (2005)
- Ghost Whisperer - Presenze (Ghost Whisperer) - serie TV, episodio 2x08 (2006)
- The Office - serie TV, episodio 4x09 (2007)
- Detective Monk (Monk) - serie TV, episodio 6x09 (2007)
- The Mentalist - serie TV, 151 episodi (2008-2015)
- The Vampire Diaries - serie TV, episodi 7x03-7x04-7x05 (2015)
- Criminal Minds - serie TV, episodio 11x02 (2015)
- Weird Loners - serie TV, episodio 1x01 (2015)
- Chicago Justice - serie TV, episodio 1x12 (2017)
- American Horror Story - serie TV, episodio 7x01 (2017)
- The Trustee - film TV (2017)
- Lethal Weapon - serie TV, episodio 2x12 (2018)
- Madam Secretary - serie TV, episodio 4x20 (2018)
- Cloak & Dagger - serie TV, 4 episodi (2018)
- Magnum P.I. – serie TV, 91 episodi (2018-2024)

## Doppiatori italiani
Nelle versioni in italiano delle opere in cui ha recitato, Tim Kang è stato doppiato da:
- Nanni Baldini in Ghost Whisperer, Magnum P.I.
- Alessandro Quarta in The Mentalist, Criminal Minds
- Davide Marzi in Detective Monk
- Fabrizio Vidale in The Vampire Diaries
- Raffaele Palmieri in Chicago Justice
- Alessio Cigliano in Cloak & Dagger
- Andrea Lavagnino in Lethal Weapon
- Enrico Di Troia in John Rambo